# Flitsherinnering
Flitsherinneringen zijn zeer levendige herinneringen aan de omstandigheden waaronder iemand voor het eerst kennisneemt van een schokkende publieke gebeurtenis. Het zijn de herinneringen die opgeroepen worden met vragen als "waar was jij toen je hoorde dat Pim Fortuyn vermoord was", "... je vernam dat de Tweede Wereldoorlog uitgebroken was" of "... hoorde dat een vliegtuig het World Trade Center binnen was gevlogen". Dit soort herinneringen zijn bovengemiddeld gedetailleerd, helder, levendig en bestendig.
De naam is afkomstig van de vergelijking die opgaat met de belichting van een flitslamp. Details worden daardoor opeens bijzonder goed zichtbaar, terwijl alles wat zich voor of na de flits afspeelt juist niet geregistreerd is. De term verwijst eveneens naar de vergelijking alsof het brein een foto van de gebeurtenis genomen heeft.
Onderzoek naar flitsherinneringen gaat terug tot 1899, toen in de Verenigde Staten de herinneringen aan de dag van de moord op president Lincoln werden onderzocht. Eind jaren 70 en begin jaren 80 van de twintigste eeuw besteedden vooral Brown en Kulik (1977) aandacht aan dit type herinneringen. Zij onderzochten onder andere hoe mensen zich de dag van de moord op president Kennedy herinnerden, een gebeurtenis die 14 jaar voorafgaand aan het onderzoek plaatsvond.
Op basis van de eigenschappen van dergelijke flitsherinneren formuleerde Brown en Kulik (1982) de stelling dat aan de vorming, bewaring en ophaling van herinneringen die tot stand komen als gevolg van een grote mate van emotie en verrassing, een specifiek en van andere herinneringen afwijkend geheugenmechanisme ten grondslag ligt. Daarbij scherpten zij de definitie van flitsherinneringen in dit onderzoek aan als "Herinneringen aan de omstandigheden waaronder iemand voor het eerst kennis neemt van een erg onverwachte en significante (of emotioneel geladen) gebeurtenis".
Het blijkt voor de vorming van flitsherinneringen wel van belang of de gebeurtenis als persoonlijk relevant wordt beschouwd; Brown en Kulik ontdekte bijvoorbeeld dat 75% van de zwarte Amerikanen zich de dag van de moord op Martin Luther King, 14 jaar eerder, nog levendig kon herinneren. Van de blanke Amerikanen die ondervraagd werden kon slechts 33% zich details van diezelfde dag voor de geest halen.

## Geen specifiek geheugenmechanisme
In recenter onderzoek wordt dit aparte geheugenmechanisme zoals door Brown en Kulik verondersteld echter in twijfel getrokken. Zo blijken ook niet publieke of onverwachte significante persoonlijke gebeurtenissen, zoals iemands trouwdag of het overlijden van een naast familielid, vergelijkbare heldere en gedetailleerde herinneringen te kunnen opleveren. Regelmatig kunnen personen zich ook vele jaren na een dergelijke gebeurtenis geuren, conversaties of andere details levendig en helder voor de geest halen.
McCloskey et al., (1988) lieten op basis van onderzoek aan de ramp met de Spaceshuttle Challenger verder zien dat ook flitsherinneren met de tijd minder nauwkeurig worden; een gegeven dat ook voor gewone herinneringen bekend en uitgebreid gedocumenteerd is. In hun onderzoek werden 106 personen 24 uur na de ramp met de Challenger gevraagd nauwkeurig te beschrijven wat ze die dag deden en waar ze zich bevonden toen ze van de ramp hoorde. Circa 3 jaar later werden 44 van hen opnieuw gevraagd hun herinneren aan die dag te beschrijven. McCloskey beschouwt dergelijke belangrijke gebeurtenissen dan ook vooral als een ijkpunt voor het geheugen, zonder dat dit met afwijkende geheugenprocessen samenhangt.
Recent onderzoek van Sharot et al. levert verdere aanwijzingen dat voor niet direct betrokken personen, er geen apart mechanisme aan de vorming van deze herinneringen ten grondslag ligt. Wel vonden zij een afwijkende activiteit in de hersenen van individuen die van erg nabij (minder dan 2 mijl, ofwel 3,3 km) de aanslagen op New York hadden meegemaakt.
Desondanks bieden flitsherinneringen wel een goede verklaring waarom de details van een specifieke dag goed herinnerd worden, terwijl men de details van de daarop volgende dagen vaak niet meer kan herinneren.